# إستر بيرجير
إستر بيرجير (بالهولندية: Esther Vergeer)‏ مواليد 18 يوليو 1981 في فوردن، هولندا، هي لاعبة هولندية معتزلة في رياضة تنس الكراسي المتحركة بدأت مسيرتها كمحترفة سنة 1995، اعتزلت اللعب في 2013. سبق أن كانت المصنفة الأولى عالمياً.

## بطولات حققتها
- فرنسا المفتوحة
- بطولة ويمبلدون
- أستراليا المفتوحة
- بطولة أمريكا المفتوحة للتنس

## الميداليات
| الميدالية | المسابقة                              |
| --------- | ------------------------------------- |
| ذهبية     | ألعاب بارالمبية صيفية 2000            |
| ذهبية     | الألعاب الأولمبية الصيفية 2000        |
| ذهبية     | ألعاب بارالمبية صيفية 2004            |
| ذهبية     | الألعاب الأولمبية الصيفية 2004        |
| ذهبية     | دورة الألعاب البارالمبية الصيفية 2008 |
| فضية      | دورة الألعاب البارالمبية الصيفية 2008 |
| ذهبية     | ألعاب بارالمبية صيفية 2012            |
| ذهبية     | ألعاب بارالمبية صيفية 2012            |

## وصلات خارجية
- الموقع الرسمي